# BMW M3 CSL

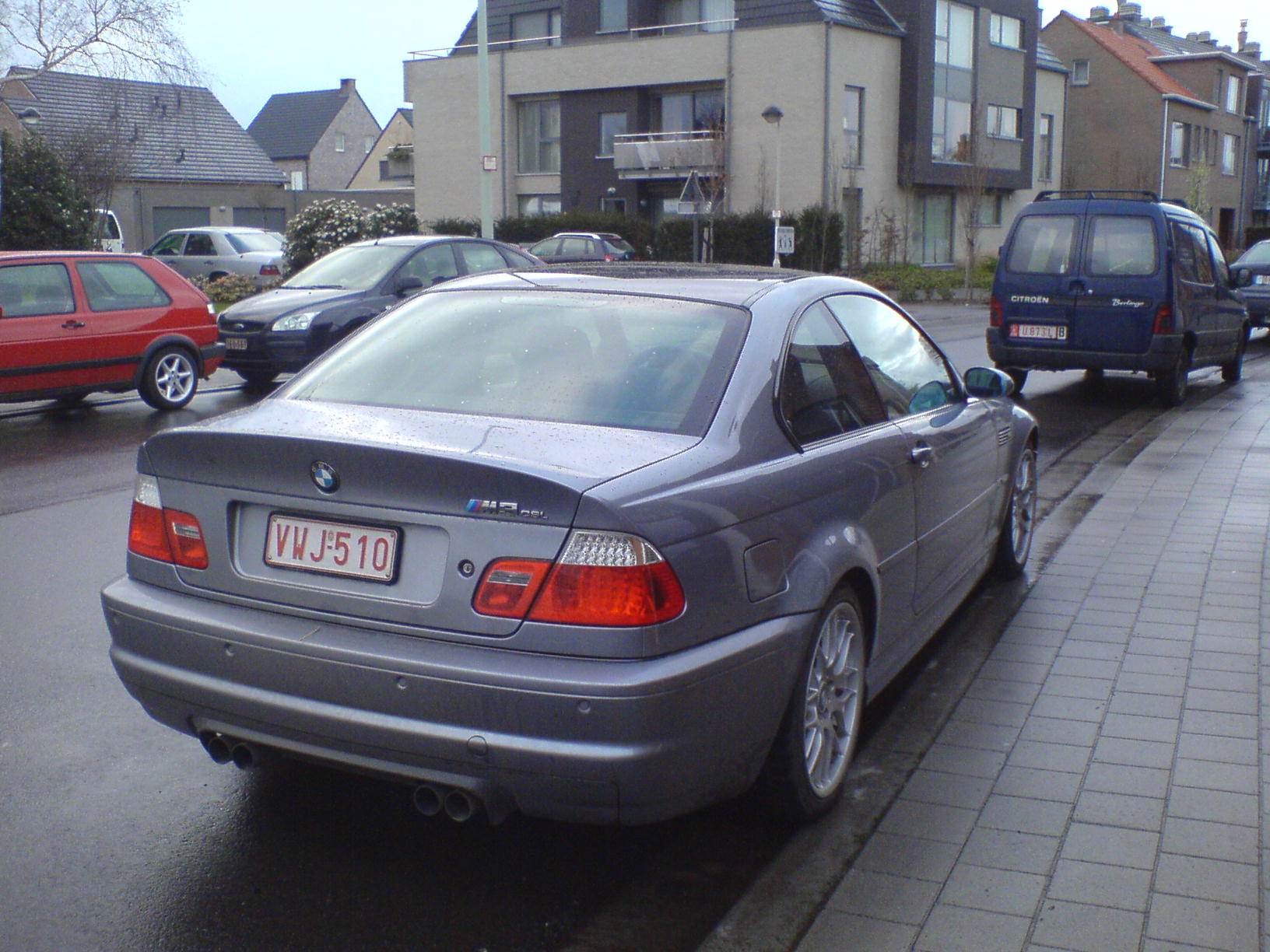
De achterkant van een M3 CSL

De M3 CSL is een autotype van het merk BMW dat van juni 2003 tot en met december 2003 in serie werd geproduceerd. Het productiemodel is afgeleid van de BMW M3 CSL Concept, een prototype dat in 2002 werd gepresenteerd. Hij is gemaakt op basis van het vorige M3 (model E46) maar de prijs lag hoger: vanaf € 121.000. Dit prijsverschil werd veroorzaakt door het lage gewicht van de auto. De auto is veelvuldig voorzien van carbonfiber onderdelen (zoals het gehele dak), en de auto kon besteld worden zonder allerlei opties zoals navigatie, airco en radio. De auto is voorzien van een 6-cilinder inlijn motor, zoals gebruikelijk bij BMW, met een cilinderinhoud van 3,2 (alleen leverbaar met SMG versnellingsbak) liter die 360 pk levert, 17 pk meer dan de M3. Het gewicht van de auto is 1285 kg tegenover 1470 kg van de M3. 
Het lagere gewicht en het hogere vermogen zorgen er samen voor dat de prestaties stijgen. Hij moet het echter alsnog afleggen tegen de BMW M3 GTR, een speciale homologatie auto voor de GT-racerij waarvan er niet meer dan 10 geproduceerd zijn.
Vanuit cosmetisch oogpunt zijn er enkele kleine verschillen. Zo heeft dit model geen mistlampen, deze hebben plaatsgemaakt voor een luchtinlaat om de lucht rechtstreeks naar de carbon airbox toe te lijden. Ook wordt hij standaard geleverd met andere velgen en een achterspoiler die verwerkt is in de kofferklep in plaats van erbovenop geplaatst zoals bij de normale M3.